# Lucius Cossonius Eggius Marullus

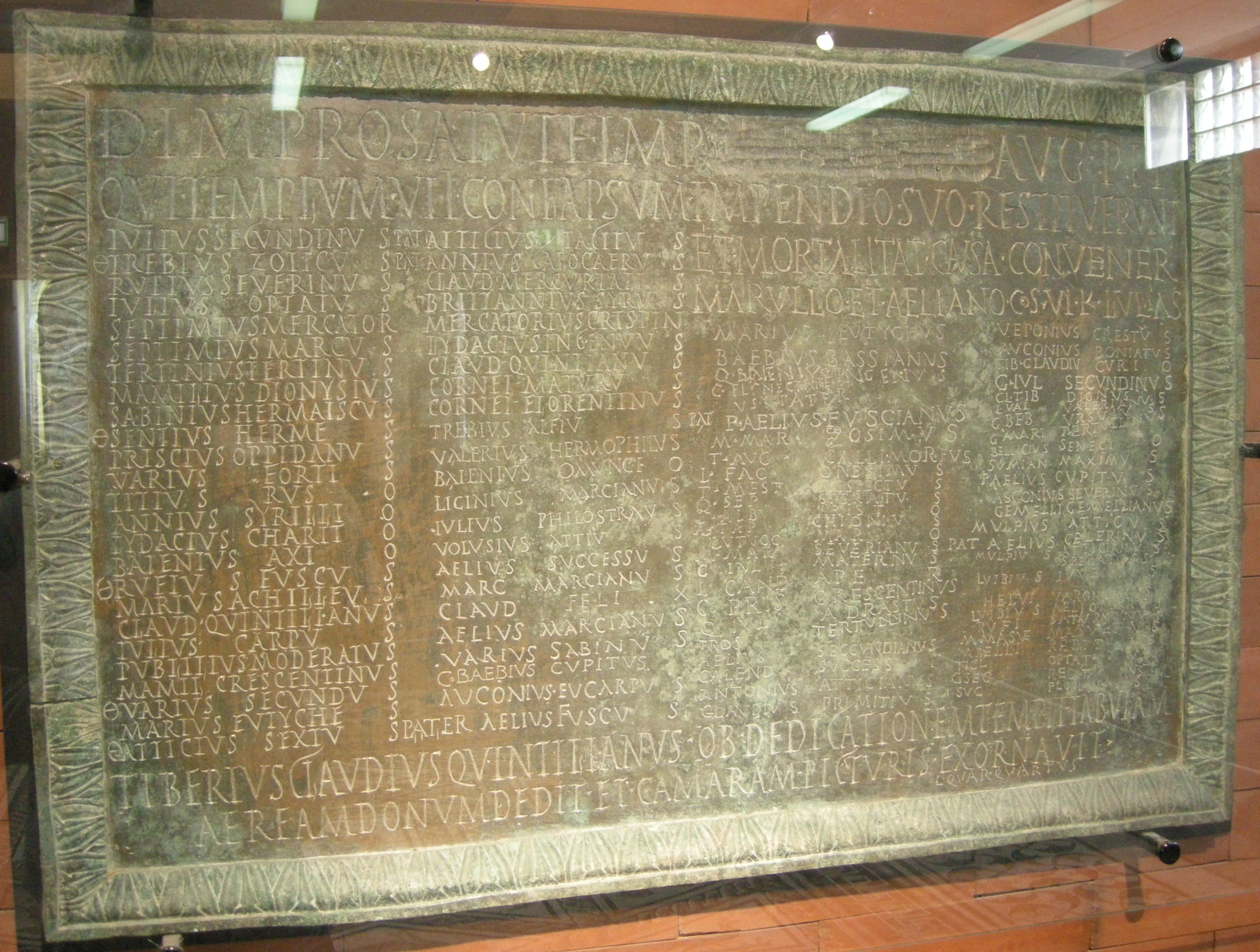
Bronzetafel aus Virunum,

Lucius Cossonius Eggius Marullus war ein römischer Politiker und Senator.
Marullus stammte aus Aeclanum und war wahrscheinlich ein Enkel des Lucius Eggius Marullus, der 111 Suffektkonsul gewesen war. Im Jahr 184 war Marullus zusammen mit Gnaeus Papirius Aelianus ordentlicher Konsul. Im Amtsjahr 198/9 war er Prokonsul der Provinz Africa. Dabei war sein Sohn Cossonius Scipio [...] Orfitus unter ihm Legat.